# Stadion Eden (1953–2004)
Stadion Eden – nieistniejący już wielofunkcyjny stadion w Pradze, stolicy Czech. Obiekt istniał w latach 1953–2004. Mógł pomieścić 38 000 widzów. Swoje spotkania rozgrywali na nim piłkarze klubu Slavia Praga. W latach 2006–2008 w jego miejscu wybudowano nowy stadion Eden.

## Historia
W grudniu 1950 roku zamknięto stary stadion Slavii Praga, który położony był na wzgórzu Letná, niedaleko stadionu Sparty. Likwidacji obiektu dokonano w związku z budową pomnika Stalina. Slavii (wówczas pod nazwą Dynamo) obiecano jednak rekompensatę w postaci nowego stadionu. Nową arenę wybudowano w innej lokalizacji, we Vršovicach, w miejscu zwanym Eden, w którym dawniej znajdował się staw. Nowy obiekt wyposażony był w bieżnię lekkoatletyczną, a jego trybuny mogły pomieścić 38 000 widzów. Na stadion przeniesiona została drewniana trybuna ze starego obiektu. Otwarcia nowej areny dokonano 27 września 1953 roku, a na inaugurację gospodarze zremisowali z zespołem Křídla vlasti Olomouc 1:1.  W latach 70. XX wieku zaczęto myśleć o przebudowie stadionu, ale realizację tych planów rozpoczęto dopiero w roku 1989, kiedy rozpoczął się demontaż wschodniej części trybun. W 1990 roku planowano rozpocząć betonowanie, ale postanowiono wówczas, by zamiast betonu wykorzystać żelazobeton, co wstrzymało prace na pewien czas. Kiedy można było je wznowić, odcięte zostało finansowanie i projekt stanął w miejscu. W związku  z przebudową Slavia przeniosła się tymczasowo na Ďolíček, a następnie na stadion Evžena Rošickiego. Po fiasku robót klub powrócił jednak na Eden. W 2000 roku, w związku ze złym stanem technicznym obiektu, Slavia ponownie przeniosła się na stadion Evžena Rošickiego. Swój ostatni mecz na „starym Edenie” Slavia rozegrała 13 maja 2000 roku z SK České Budějovice (4:1). 15 grudnia 2003 roku rozpoczęły się prace rozbiórkowe na stadionie. Koniec rozbiórki nastąpił w maju 2004 roku. Po likwidacji obiektu planowano wybudować w jego miejscu nową arenę, która miała być gotowa w 2005 roku. Z powodu problemów ze znalezieniem funduszy prace ruszyły jednak dopiero w 2006 roku, a oddanie do użytku nowego, typowo piłkarskiego stadionu na ponad 20 000 widzów nastąpiło 7 maja 2008 roku.
Przez lata obiekt regularnie gościł spotkania Slavii Praga, w tym również w europejskich pucharach. W sezonie 1995/1996 klub ten zdobył Mistrzostwo Czech. W 1967 roku na obiekcie dwa spotkania w ramach el. do ME rozegrała także piłkarska reprezentacja Czechosłowacji. W czasach komunistycznych stadion nosił imię Václava Vacka.